# József Gurovits
József Gurovits   (Budapest, 23 de novembre de 1928 - Zúric, 3 de març de 2021) fou un piragüista en aigües tranquil·les hongarès que va competir durant les dècades de 1940 i 1950.
El 1952 va prendre part en els Jocs Olímpics d'Estiu de Hèlsinki on va guanyar la medalla de bronze en la prova del K-2, 10.000 metres del programa de piragüisme. Formà parella amb Ferenc Varga. Aquesta fou la primera medalla olímpica hongaresa en aquest esport.
Deixà l'esport de competició quan s'enamorà de Mária Földváry-Boér, campiona hongaresa de patinatge de velocitat, considerada enemiga del sistema comunista Durant la revolució hongaresa de 1956 va emigrar a Àustria i d'aquí va passar a Suïssa, on va viure fins a la seva mort.